# 에드워드 벨러미

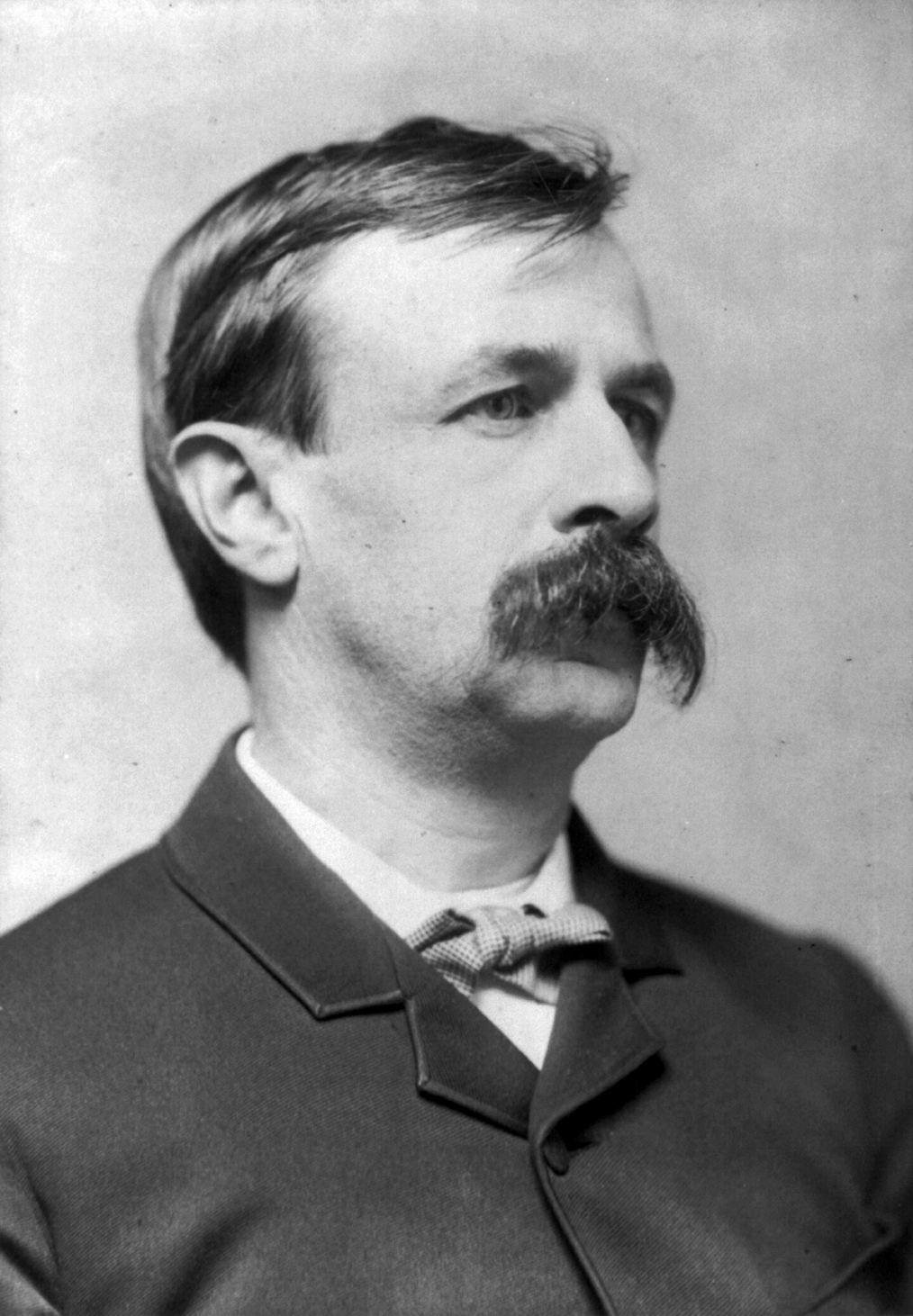
벨러미(1889년)

에드워드 벨러미(영어: Edward Bellamy, 1850년 3월 26일~1898년 5월 22일)는 미국의 소설가이다. 뉴잉글랜드의 목사 집안에 태어나, 독일에서 유학을 마친 다음 언론계에 종사하였다. 소설 《돌이켜보면, - 2000년에서 1887년을》(1888년)로 유명해졌다. 이 작품은 자본주의로부터 비폭력 수단에 의해 사회주의로 향하는 과도기적 단계로서 집산주의(集産主義)가 존재한다는 사회상을 그린 유토피아 소설이다.